# Вызываем огонь на себя (фильм)
«Вызыва́ем ого́нь на себя́» — советский четырёхсерийный военно-исторический телевизионный художественный фильм режиссёра Сергея Колосова, снятый в 1964 году по мотивам одноимённой повести Овидия Горчакова и Януша Пшимановского. Приурочен к 20-летию Победы советского народа над фашистской Германией в Великой Отечественной войне.
Основан на реальных событиях, произошедших в годы Великой Отечественной войны на Брянщине во время нацистской оккупации в 1942—1943 годах.
Посвящён светлой памяти Яна Маньковского, Константина Поварова, Ивана Алдюхова, Анны Морозовой и многих других партизан, подпольщиков, разведчиков, сражавшихся и погибших на Брянщине.
Всесоюзный телевизионный показ состоялся с 18 по 22 февраля 1965 года, а в кинотеатрах страны — 18 февраля 1969 года.

## Сюжет
Фильм повествует о реальных событиях времён Великой Отечественной войны, происходивших в 1942—1943 годах в немецком тылу на Брянщине, в посёлке Сеща.
Аня Морозова, двадцатиоднолетняя местная жительница, при отступлении Красной армии весной 1942 года уходит вместе с ней, но затем, вернувшись в числе других беженцев, которым не удалось добраться до своих, обнаруживает, что её дом разбомблён, а родных никого не осталось.
Аня, до войны работавшая бухгалтером в местной воинской части, устраивается прачкой на немецкий военный объект и постепенно находит своих довоенных подруг, впоследствии ставших ядром организованной ею подпольной группы. Для приближения победы Анна выходит на связь с местной партизанской бригадой, для которой она известна под псевдонимом «Резеда».
Целью советского командования является уничтожение стратегически важного военного объекта — сещинского военного аэродрома, захваченного немецкими войсками во время стремительного наступления в начале войны, где гитлеровцы разместили свою военно-воздушную базу, насчитывающую до трёхсот немецких бомбардировщиков, и откуда наносили бомбовые удары по Москве. Территория в радиусе пяти километров вокруг авиабазы превращена захватчиками в неприступную крепость.
Перед подпольной группой под руководством Морозовой ставится задача добывать ценные разведывательные сведения об авиабазе противника и передавать их через партизан в Москву, организовывать диверсии по взрыву немецких самолётов и выводу из строя другой военной техники врага.
Со временем местное подполье расширяется, становится интернациональным (советско-польско-чехословацким). Группе Морозовой удаётся найти подход к аэродрому через налаживание связи с поляками, работающими аэродромными техниками. Интернационалисты действуют дерзко: создают на аэродроме пост наведения для советских самолётов, наносящих бомбовые удары по гитлеровской авиабазе, совершают прямые диверсии, устанавливая магнитные мины в бомбовые отсеки улетающих на задание вражеских бомбардировщиков.
На след подпольщиков выходит немецкая контрразведка. Советские патриоты несут тяжёлые потери, однако, благодаря совместной операции диверсионных групп и партизан, стратегический военный объект удаётся уничтожить.
Речь в фильме идёт о реальном военном аэродроме Сеща, который был разрушен бомбовым ударом советской авиации в сентябре 1943 года в ходе операции по освобождению территории Брянщины от немецко-фашистских захватчиков.

## В ролях
| Актёр                       | Роль |
| --------------------------- | --- |
| Людмила Касаткина           | Анна Афанасьевна Морозова, советский разведчик, радист, руководитель интернациональной подпольной организации |
| Елена Королёва              | Лидия Корнеева                                                                                                |
| Изольда Извицкая            | Паша, официантка из казино, подруга Ани                                                                       |
| Александр Лазарев (старший) | Фёдор Семёнович Данченков, командир партизанского отряда                                                      |
| Станислав Чекан             | Семён |
| Алексей Инжеватов           | Иван Алдюхов                                                                                                  |
| Олег Ефремов                | «дядя Вася», связной                                                                                          |
| Павел Пацл                  | Венделин Робличка                                                                                             |
| Юзеф Дурьяш                 | Ян Маньковский                                                                                                |
| Марьян Кочиняк              | Ян Тыма |
| Евгений Шутов               | Афанасий Калистратович Морозов, отец Ани                                                                      |
| Анна Павлова                | Евдокия Федотьевна Морозова, мать Ани                                                                         |
| Валентина Беляева           | Мария |
| Ада Войцик                  | тётя Варя |
| Нина Крачковская            | Женя |
| Вильгельм Косач             | Константин Поваров, «полицай»*                                                                                |
| Ролан Быков                 | Терех, полицай*                                                                                               |
| Борис Чирков                | Гавриил Тихонович Зинаков, староста                                                                           |
| Владимир Осенев             | переводчик |
| Эрвин Кнаусмюллер           | Арвайлер, полковник                                                                                           |
| Александр Александровский   | Вернер, оберштурмфюрер                                                                                        |
| И. Мюллер                   | Шульц, лейтенант                                                                                              |
| Л. Шумахер                  | Эрих («Счастливчик»)                                                                                          |
| Э. Деранг (также Э. Деринг) | Альфред Байзлер, авиатехник                                                                                   |

- Полицай (нем. Polizei) — это в переводе с немецкого на русский «полиция», а полицейский - это по-немецки «полицист» (нем. Polizist)

### В эпизодах
| Актёр                | Роль                                         |
| -------------------- | -------------------------------------------- |
| Даниил Нетребин      | Кузьмич                                      |
| Владимир Маренков    | Бородкин                                     |
| Алевтина Румянцева   | прачка                                       |
| Хайнц Браун          | офицер Арвайлера                             |
| Пётр Соболевский     | офицер Арвайлера                             |
| Юрий Комиссаров      | Анатолий, связной из Москвы                  |
| Валентина Березуцкая | женщина в шали у шлагбаума                   |
| Саша Силин           | в 1-й серии читает перевод немецких диалогов |
| Николай Корноухов    | партизан отряда Фёдора                       |
| Дмитрий Масанов      | Павел Михеевич                               |
| Серафима Холина      | прачка                                       |
| Виктор Речман        | немец (1-я серия)                            |
| Леонид Евтифьев      | немец-охранник (4-я серия)                   |

## История создания
В 1959 году Овидий Горчаков опубликовал статью в «Комсомольской правде», а через год вышла написанная в соавторстве повесть «Вызываю огонь на себя», посвящённая подвигу Анны Морозовой.
В 1963 году режиссёр Сергей Колосов по материалам повести создал радиоспектакль. Людмила Касаткина сыграла в нём роль подруги Ани. Постановка, в которой также были задействованы реальные участники событий Великой Отечественной войны, вызвала широкой отклик слушателей, создатели получили много писем, и после неё Колосов решил взяться за фильм.
Съёмки сериала прошли в 1963—1964 годах. На роль подруги Ани, красавицы Паши — официантки из казино, Колосов привлёк Изольду Извицкую. После успеха картины «Сорок первый» Извицкая не могла найти своё место в кинематографе. Она пристрастилась к алкоголю и заработала не лучшую репутацию. Тем не менее, режиссёр картины видел в роли Паши именно Извицкую и не ошибся. Актриса справилась со своей задачей. Роль подпольщицы стала одной из последних значительных работ в фильмографии Извицкой.
Премьера фильма состоялась 18 февраля 1965 года на первой программе Центрального телевидения. После показа картины ветераны войны и общественные организации обратились к руководству СССР с предложением посмертно присвоить Анне Морозовой звание Героя Советского Союза.

## Технические данные
- Чёрно-белый фильм
- Плёнка: 33-мм
- Изображение: широкоформатное
- Звук: моно
- Формат: обычный (1:1,37)

В 1990 году вышло двухкассетное издание фильма от кинообъединения «Крупный план».

## Награды
- 1966 — большой приз I Всесоюзного фестиваля телевизионных фильмов в Киеве[10].
- 1966 — приз «Серебряный лавровый лист» телевидения ГДР — «за лучшую телевизионную программу года».
- 1968 — премия Ленинского комсомола в области литературы, искусства, журналистики и архитектуры — «за талантливое раскрытие темы народного героизма и пролетарского единения в борьбе против фашизма».